# Хайрюзовська сільська рада
Хайрюзо́вська сільська рада (рос. Хайрюзовский сельский совет) — сільське поселення у складі Троїцького району Алтайського краю Росії.
Адміністративний центр — село Хайрюзовка.

## Історія
Станом на 2002 рік існували Горновська сільська рада (село Горнове), Єльцовська сільська рада (села Єльцовка, Талдінка), Новоєловська сільська рада (села Гордєєвка, Новоєловка), Усть-Гавриловська сільська рада (село Усть-Гавриловка) та Хайрюзовська сільська рада (село Хайрюзовка).
2011 року ліквідовані Горновська сільська рада, Єльцовська сільська рада, Новоєловська сільська рада та Усть-Гавриловська сільська рада, території увійшли до складу Хайрюзовської сільради.

## Населення
Населення — 2350 осіб (2019; 2768 в 2010, 3777 у 2002).

## Склад
До складу сільської ради входять:
| Населений пункт       | Населення, осіб (2002) | Населення, осіб (2010) |
| --------------------- | ---------------------- | ---------------------- |
| Гордєєвка, село       | 257                    | 157                    |
| Горнове, село         | 730                    | 581                    |
| Єльцовка, село        | 718                    | 662                    |
| Новоєловка, село      | 666                    | 486                    |
| Талдінка, село        | 169                    | 94                     |
| Усть-Гавриловка, село | 517                    | 276                    |
| Хайрюзовка, село      | 720                    | 512                    |